# Beat Vonlanthen
Beat Vonlanthen (Sankt Antoni, 8 april 1957) is een Zwitsers politicus voor de Christendemocratische Volkspartij (CVP/PDC) uit het kanton Fribourg.

## Biografie
Beat Vonlanthen studeerde aan de London School of Economics and Political Science en behaalde een doctoraat in de rechten aan de Universiteit van Fribourg. Van januari 2001 tot december 2012 zetelde ze in de gemeenteraad van Delémont. Van 1996 tot 2004 zetelde hij in de Grote Raad van Fribourg. Vervolgens was hij van 2004 tot 2016 lid van de Staatsraad van Fribourg, waarvan hij in 2010 en 2014 voorzitter was. Van 30 november 2015 tot 1 december 2019 was hij lid van de Kantonsraad. Bij de federale parlementsverkiezingen van 2019 geraakte hij niet herverkozen.